# Pablo Virgilio Siongco David
Pablo Virgilio Siongco David (Guagua, Pampanga, Filipinas, 2 de março de 1959) é um cardeal filipino da Igreja Católica, desde 2015 é o bispo de Kalookan e desde 2021, presidente da Conferência Episcopal das Filipinas.

## Biografia
Pablo Virgilio Siongco David nasceu em Betis, Guagua, frequentou o Seminário Menor Mãe do Bom Conselho em San Fernando, Pampanga para sua educação secundária. Obteve seu diploma de bacharel em Pré-Divindade pela Universidade Ateneo de Manila, seu mestrado em Teologia pela Escola de Teologia Loyola e sua licenciatura e doutorado em Teologia Sagrada pela Universidade Católica de Louvain, na Bélgica (1986-1991). Ele também fez cursos na Escola Bíblica e Arqueológica Francesa de Jerusalém e é reconhecido como um dos principais especialistas bíblicos do país.
Recebeu o Sacramento da Ordem para a Arquidiocese de San Fernando em 12 de março de 1983 do Arcebispo Oscar V. Cruz. Depois de um ano como pároco assistente, ele foi diretor do Seminário Mãe do Bom Conselho até 1986. Após retornar do doutorado, ele ocupou vários cargos de ensino dentro da equipe educacional do seminário arquidiocesano. Em 2002, se tornou diretor do Departamento de Teologia do seminário, continuando a ensinar a Sagrada Escritura. Também foi vice-presidente da Association of Catholic biblical scholars of the Philippines e vice-presidente da Archdiocesan Media Apostolate Networks. É autor, tanto ao nível acadêmico como popular, de diversas publicações sobre a Sagrada Escritura.
Em 27 de maio de 2006, o Papa Bento XVI o nomeou Bispo titular de Guardialfiera e Bispo auxiliar de San Fernando. O Arcebispo de Manila, Cardeal Gaudêncio Rosales, o consagrou em 10 de julho do mesmo ano; os co-consagradores foram o Arcebispo de Jaro, Angel Lagdameo, e o Arcebispo de San Fernando, Paciano Basilio Aniceto.
Em 14 de outubro de 2015, o Papa Francisco o nomeou Bispo de Kalookan. A entrada ocorreu em 2 de janeiro do ano seguinte.
Bispo David é conhecido por ser um crítico da guerra do presidente Rodrigo Duterte contra as drogas. O bispo foi acusado por Duterte em 2018 de roubo de doações e envolvimento com tráfico de drogas. Em 2019, o Grupo de Investigação e Detecção Criminal da Polícia Nacional das Filipinas apresentou acusações contra David, mais dois bispos, e membros da oposição por "sedição, difamação cibernética, difamação, estafa, abrigar um criminoso e obstrução da justiça".
Dentro da Conferência Episcopal das Filipinas (CBCP), foi o presidente da Comissão Episcopal para o Apostolado Bíblico. David atuou como vice-presidente do CBCP de 2017 a 2021. Em julho de 2020, foi nomeado presidente interino durante a ausência do então presidente, o arcebispo Romulo Valles, que estava se recuperando de um leve derrame.
Em julho de 2021 foi eleito Presidente da Conferência Episcopal das Filipinas, assumindo em 1 de dezembro; foi reeleito em julho de 2023, com mandato de dezembro de 2023 a novembro de 2025.
Em 2023, David foi eleito representante asiático na Décima Sexta Assembleia Geral Ordinária do Sínodo dos Bispos. David também foi eleito vice-presidente da Federação das Conferências Episcopais Asiáticas na reunião do comitê central em Bangkok, sucedendo Malcolm Ranjith.
Durante o Angelus de 6 de outubro de 2024, Papa Francisco anunciou que o criaria cardeal no Consistório de 7 de dezembro de 2024. Recebeu o barrete vermelho, o anel cardinalício e o título de cardeal-presbítero de Transfiguração de Nosso Senhor Jesus Cristo. Ele é o décimo filipino a ser elevado ao cardinalato, o terceiro filipino a ser nomeado cardeal pelo Papa Francisco e o primeiro cardeal da Diocese de Kalookan.